# Pseudonicsara aeruginifrons
Pseudonicsara aeruginifrons är en insektsart som först beskrevs av Heinrich Hugo Karny 1911.  Pseudonicsara aeruginifrons ingår i släktet Pseudonicsara och familjen vårtbitare. Inga underarter finns listade i Catalogue of Life.